# Curling a 2016. évi téli ifjúsági olimpiai játékokon
A 2016. évi téli ifjúsági olimpiai játékokon a curling versenyszámait február 12. és 21. között rendezték a Lillehammeri Kristens Hall-ban.

## Éremtáblázat
(A táblázatokban az egyes számoszlopok legmagasabb értéke, vagy értékei vastagítással kiemelve.)
| A 2016. évi téli ifjúsági olimpiai játékok éremtáblázata curlingben | A 2016. évi téli ifjúsági olimpiai játékok éremtáblázata curlingben | A 2016. évi téli ifjúsági olimpiai játékok éremtáblázata curlingben | A 2016. évi téli ifjúsági olimpiai játékok éremtáblázata curlingben | A 2016. évi téli ifjúsági olimpiai játékok éremtáblázata curlingben | Olimpia  |
| ------------------------------------------------------------------- | ------------------------------------------------------------------- | ------------------------------------------------------------------- | ------------------------------------------------------------------- | ------------------------------------------------------------------- | -------- |
|                                                                     | Ország                                                              | Arany                                                               | Ezüst                                                               | Bronz                                                               | Összesen |
| 1.                                                                  | Kanada (CAN)                                                        | 1                                                                   | 0                                                                   | 0                                                                   | 1        |
|                                                                     |                                                                     |                                                                     |                                                                     |                                                                     |          |
| 2.                                                                  | Egyesült Államok (USA)                                              | 0                                                                   | 1                                                                   | 0                                                                   | 1        |
|                                                                     |                                                                     |                                                                     |                                                                     |                                                                     |          |
| 3.                                                                  | Svájc (SUI)                                                         | 0                                                                   | 0                                                                   | 1                                                                   | 1        |
|                                                                     |                                                                     |                                                                     |                                                                     |                                                                     |          |
| Összesen                                                            | Összesen                                                            | 1                                                                   | 1                                                                   | 1                                                                   | 3        |

## Érmesek
| A 2016. évi téli ifjúsági olimpiai játékok érmesei curlingben |                                                                             |                                                                                       |                                                                                 |
| Versenyszám                                                   | Arany                                                                       | Ezüst                                                                                 | Bronz                                                                           |
| Csapat                                                        | Kanada (CAN) · Mary Fay · Tyler Tardi · Karlee Burgess · Sterling Middleton | Egyesült Államok (USA) · Luc Violette · Cora Farrell · Ben Richardson · Cait Flannery | Svájc (SUI) · Selina Witschonke · Henwy Lochmann · Laura Engler · Philipp Hösli |
| Páros                                                         | Yako Matsuzawa · Japán (JPN) · Philipp Hösli · Svájc (SUI)                  | Han Yu · Kína (CHN) · Ross Whyte · Nagy-Britannia (GBR)                               | Zhao Ruiyi · Kína (CHN) · Andreas Hårstad · Norvégia (NOR)                      |